# Burog Co
Burog Co (kinesiska: Buruo Cuo, 布若错) är en sjö i Kina. Den ligger i den autonoma regionen Tibet, i den sydvästra delen av landet, omkring 730 kilometer nordväst om regionhuvudstaden Lhasa. Burog Co ligger 5 166 meter över havet. Arean är 87 kvadratkilometer. Trakten runt Burog Co är permanent täckt av is och snö. Den sträcker sig 16,1 kilometer i nord-sydlig riktning, och 11,8 kilometer i öst-västlig riktning.
Genomsnittlig årsnederbörd är 222 millimeter. Den regnigaste månaden är juli, med i genomsnitt 66 mm nederbörd, och den torraste är december, med 2 mm nederbörd.